# Reinhard J. Voß
Reinhard J. Voß (* 1949 in Lenne (Schmallenberg)) ist ein deutscher Historiker, Autor und Friedensaktivist.

## Leben
Voß wurde im Sauerland geboren. Nach dem Abitur 1968 studierte er Geschichte, Romanistik und Pädagogik in Gießen, Paris und Berlin. Nach der Heirat mit Margret Voß-Kräling zog er 1972 nach Berlin. Im Jahr 1976 wurde er zum Dr. phil. promoviert. Von 1977 bis 1981 war er Mitarbeiter an der Katholischen Akademie Klausenhof. Danach war er bis 1992 Koordinator der „Ökumenischen Initiative Eine Welt“. Zwischenzeitlich hatte er zudem von 1990 bis 1991 Lehraufträge an der Evangelischen Fachhochschule Bochum und nachfolgend von 1992 bis 1994 Lehraufträge an der Uni/GH Kassel sowie von 1999 bis 2000 an der Universität Osnabrück inne. Von 2001 bis 2008 war Voß unter anderem Generalsekretär der deutschen Sektion von Pax Christi mit Sitz in Bad Vilbel. Seit Mitte 2008 ist er als freier Autor, Moderator und Referent tätig. Voß war seit 2015 für einige Jahre Vorsitzender von Eirene (Friedensdienst).

## Veröffentlichungen (Auswahl)
- Lenne und Hundesossen, Geschichte der Gemeinde Lenne – von den Anfängen bis zum Zweiten Weltkrieg, historische Festschrift, Online-Version
- Der deutsche Vormärz in der französischen öffentlichen Meinung (1837–1847), Peter Lang-Verlag, Frankfurt/Bern, 1977
- Lebe so, dass man dich fragt – Alltag und Glaube in ökumenischer Verantwortung, 1992, ISBN 3-487-09535-1
- Schalomdiakonat, Erfahrungen und Einsichten zur Gewaltfreiheit, Idstein, Meinhardt-Verlag, 2000, Olms, ISBN 3-933325-17-X